# John Calambokidis
John Calambokidis (ur. 1954) – amerykański zoolog i biolog morski, założyciel Cascadia Research Collective. Matka Calambokidisa była Amerykanką, a ojciec Grekiem. Pierwsze lata życia spędził we Włoszech. W wieku 7 lat zmarł mu ojciec. Trzy lata później wraz z matką i rodzeństwem wyjechał do Stanów Zjednoczonych. Tam ukończył studia, po czym wyruszył w podróż po Europie i Afryce. Podczas pobytu w Grecji dowiedział się o Evergreen State College. Wkrótce później został wykładowcą na wydziale ssaków morskich. Wtedy też jego główną specjalizacją stały się ssaki morskie oraz wpływ ludzi na oceany.
Od 1986 roku brał udział w wielu badaniach zwierząt morskich na obszarze północnego Pacyfiku, od wybrzeży Ameryki Środkowej po północne krańce Alaski. Dzięki badaniom płetwali błękitnych, pływaczy szarych i humbaków poszerzył ludzką wiedzę na temat waleni. Brał także udział we wszczepianiu nadajników satelitarnych wielorybom, w celu dokładniejszego poznania ich zachowań i zwyczajów. Napisał trzy książki oraz kilkadziesiąt prac naukowych.